# 久保酎吉
久保 酎吉（くぼ ちゅうきち、1955年〈昭和30年〉10月4日 - ）は、千葉県出身の日本の俳優。身長171センチメートル、血液型はB型。
早稲田大学第二文学部中退。大橋宏の主宰する早稲田「新」劇場とその後身のDA・M、松本修の主宰するMODEを経て、様々なプロデュース公演に出演している。エンパシィ所属。

## 出演

### 舞台

#### MODE
※特に記載のないものはすべて松本修の構成、演出による。
- 逃げ去る恋（1989年・1991年）
- 言いだしかねて（1989年・1991年）
- あなたはしっかり私のもの（1990年）
- 待ちましょう（1990年）
- ぼくの伯父さん Mon Oncle（1990年）
- ぼくの伯父さんの会社の人事（1991年）
- きみのともだち（1991年・1993年）
- 今宵かぎりは（1991年）
- わたしが子どもだったころ（1992年・1994年）
- 乙女のワルツ（1992年、MODE＋かもねぎショット、作：MODE・かもねぎショット）
- 魚の祭（1992年・1993年、MODE×青春五月党、作：柳美里）
- わたしが子どもだったころ・瀬戸内版（1994年、台本：坂手洋二）
- 聞かせてよ愛の言葉を（1994年）
- 旅路の果て（1994年・1995年）
- わたしが子どもだったころ・オホーツク版（1995年）
- わたしが子どもだったころ・北海道版（1995年）

#### その他
- 酔いどれ満月らりぱっぱ －サロメより－（1980年、早稲田「新」劇場 構成・演出：大橋宏）
- 会社の人事（1987年、龍昇企画 作：犬井邦益 演出：松本修）
- tatsuya 〜最愛なる者の側へ（1999年、演劇企画集団THE・ガジラ 作・演出：鐘下辰男）
- マクベス（2000年、新国立劇場 原作：ウィリアム・シェイクスピア 潤色・演出：鐘下辰男）
- アンコントロール（2003年、演劇企画集団THE・ガジラ 作・演出：鐘下辰男）
- 見よ、飛行機の高く飛べるを（2004年、世田谷パブリックシアター 作：永井愛 演出：アントワーヌ・コーベ）
- キャンディーズ（2005年、G2プロデュース 作・演出：G2）
- 四谷怪談（2005年、シアターΧ 原作：鶴屋南北 演出：ヨッシ・ヴィーラー）
- JAIL BREAKERS（2006年、フジテレビ 作・演出：G2）
- 紙屋町さくらホテル（2006年、2007年、こまつ座 作：井上ひさし 演出：鵜山仁）
- 氷屋来たる（2007年、新国立劇場 作：ユージン・オニール 演出：栗山民也）
- The Light in the Piazza（2007年、フジテレビ 脚本：グレイグ・ルーカス 作曲：アダム・ゲッテル 演出：G2）
- からっぽの湖（2008年、AGAPE store 作：桝野幸宏 演出：G2）
- 山の巨人たち（2008年、新国立劇場 作：ルイジ・ピランデルロ 演出：ジョルジュ・ラヴォーダン）
- リチャード三世（2009年、パルコ 作：ウィリアム・シェイクスピア 演出：いのうえひでのり）
- きらめく星座（2009年、こまつ座/ホリプロ 作：井上ひさし 演出：栗山民也）
- 静かじゃない大地（2009年、G2プロデュース 作・演出：G2）
- 富士見町アパートメント「海へ」（2010年2月、自転車キンクリートSTORE 作：赤堀雅秋 演出：鈴木裕美）
- おくりびと（2010年、TBS 作：小山薫堂 演出：G2）
- 十二人の怒れる男（2010年、ACM劇場 作：レジナルド・ローズ 演出：森新太郎）
- 砂町の王（2010年、THE SHAMPOO HAT 作・演出：赤堀雅秋）
- カエサル 「ローマ人の物語」より―（2010年、日生劇場 脚本：齋藤雅文 演出：栗山民也）
- 日本人のへそ（2011年、こまつ座 作：井上ひさし 演出：栗山民也）
- 6月のビターオレンジ（2011年、クオラス 作・演出：G2）
- 三人姉妹（2011年、華のん企画 作：アントン・チェーホフ 演出：山崎清介）
- パーマ屋スミレ（2012年、新国立劇場 作・演出：鄭義信）
- 英国王のスピーチ（2012年、ギャガ/クオラス 上演台本：倉持裕 演出：鈴木裕美）
- 祈りと怪物 〜ウィルヴィルの三姉妹〜（2012年、Bunkamura/キューブ 作・演出：ケラリーノ・サンドロヴィッチ）
- デキルカギリ（2013年、G2プロデュース 作・演出：G2）
- しゃばけ（2013年、アトリエ・ダンカン 脚本・演出：鄭義信）
- それからのブンとフン（2013年、こまつ座/ホリプロ 作：井上ひさし 演出：栗山民也）
- 七変化音楽劇 有頂天家族（2014年、本多劇場/京都劇場、脚本・演出 - 松村武）
- 無頼の女房（ゴツプロ!、2024年、本多劇場 / 大牟田文化会館小ホール、作：中島淳彦、演出：青山勝）[3]
- フロイス -その死、書き残さず-（こまつ座、2025年、紀伊國屋サザンシアター TAKASHIMAYA 他、作：長田育恵、演出：栗山民也）[4]

### テレビドラマ
- 大河ドラマ（NHK）
  - 花の乱（1994年） - 間島彦太郎 役
  - いだてん〜東京オリムピック噺〜（2019年） - 大野医師 役
- 仮面ライダークウガ EPISODE1・EPISODE8（2000年1月30日・3月19日、テレビ朝日） - 夏目幸吉 役[5]
- 月曜ドラマスペシャル→月曜ミステリー劇場→月曜ゴールデン（TBSテレビ）
  - 弁護士高見沢響子
    - 第3弾（2000年） - 山根刑事 役
    - 第5弾（2002年） - 盛岡検事 役

  - 弁護士 朝吹里矢子 第2作（2002年6月17日）[6]
  - 西村京太郎サスペンス 十津川警部シリーズ22（2001年4月2日） - 相沢圭一 役
  - 自治会長・糸井緋芽子社宅の事件簿3（2003年） - 阿久津 役
  - 上条麗子の事件推理3（2003年） - 服部学 役
  - 刑事夫婦2（2016年） - 山本朝晴 役
- 土曜ワイド劇場（テレビ朝日）
  - 変装婦警の事件簿3（2002年） - 国光徹 役
  - 家政婦は見た!
    - 第24弾（2006年） - 梅村豊（専務） 役
    - 第26弾（2008年） - 杉村三朗 役

  - 西村京太郎トラベルミステリー
    - 第53弾（2010年） - 本間順一 役
    - 第61弾（2014年） - 早見良司 役

  - 100の資格を持つ女7（2013年） - 西村正 役
- 火曜サスペンス劇場（日本テレビ）
  - 妻殺し（2001年） - 並河刑事 役
  - 弁護士・朝日岳之助18（2003年） - 小宮山慶一 役
- 金曜エンタテイメント→金曜プレステージ（フジテレビ
  - 日向夢子調停委員事件簿1（2003年） - 兵藤克己 役
  - おばさんデカ 桜乙女の事件帖8（2000年） - 鈴木刑事 役
  - ドクター小石の事件カルテ3（2006年） - 野中銀次 役
- 水曜ミステリー9（テレビ東京）
  - 介護ヘルパー紫雨子の事件簿1（2012年） - 矢木沢進 役
  - 立証 離婚弁護士 香月佳美（2013年5月29日）[7]
  - 警視庁特命刑事☆二人2（2017年） - 渡波邦夫 役
  - 花実のない森（2017年） - 村岡弘忠 役
- リミット もしも、わが子が…（2000年）
- ズッコケ三人組（2002年） - 邦枝
- 愛の110番（2003年） - モナムールひろし 役
- 虹のかなた（2004年） - 中根監督 役
- 父が来た道（2005年）
- 美しい罠（2006年）
- お江戸吉原事件帖（2007年） - 辰三 役
- 楽園のライオン（2007年） - 小野敬一
- 密命 寒月霞斬り（2008年） - 番頭・忠蔵 役
- おせん（2008年）
- 霧の火-樺太・真岡郵便局に散った9人の乙女たち-（2008年8月25日、日本テレビ） - 中島義一 役[8]
- 父よ、あなたはえらかった〜1969年のオヤジと僕（2009年）
- 裸の大将 火の国・熊本編〜女心が噴火するので〜（2009年）
- 宿命 1969-2010 -ワンス・アポン・ア・タイム・イン・東京-（2010年） - 兵藤編集長 役
- 火9 絶対零度〜未解決事件特命捜査〜 Case.2（2010年4月20日、フジテレビ系） - ホームレス・通称 ソンチョウ 役
- 相棒（テレビ朝日系）
  - season10 第2話（2011年10月26日）[9] - 川北浩二 役
  - season23 第4話（2024年11月6日） - 信岡利三 役[10]
- BS時代劇 塚原卜伝 第1回（2011年10月2日、NHK BSプレミアム） - 村の世話役 役
- ヒトリシズカ（2012年） - 見城刑事課長 役
- 町医者ジャンボ!!（2013年） - 馬場公平 役
- 1964東京オリンピック（2013年） - 東龍太郎 役
- クリスマスドラマ 天使とジャンプ（2013年） - 北野守 役
- サイレント・プア（2014年） - 田子源治 役
- 東京ガードセンター（2014年） - 田代幸造 役
- そこをなんとか2（2014年） - 中村浩介 役
- 金田一少年の事件簿N(neo)（2014年） - 毛利御門 役
- おそろし〜三島屋変調百物語（2014年） - 宗助 役
- ナイフの行方（2014年）
- 警部補・杉山真太郎〜吉祥寺署事件ファイル（2015年） - 今井正 役
- かぶき者 慶次（2015年） - 三浦善助 役
- 夏目家どろぼう綺談（2016年） - 中根重一 役
- 連続テレビ小説（NHK）
  - 梅ちゃん先生 第136回（2012年9月6日）[11]
  - とと姉ちゃん（2016年）[12]
  - 虎に翼（2024年） - 明律大学学長 役[13]
- マグマイザー（2017年5月10日 - 6月7日、BSスカパー!） - 真熊焦 役[14]
- ハロー張りネズミ（2017年）
- 居酒屋ぼったくり（2018年） - トクさん 役
- 風の市兵衛（2018年） - 清助 役
- 日曜ワイド 警視庁さがし物係（2018年） - 塚原哲司 役
- 日曜プライム 西村京太郎トラベルミステリー69（2018年） - 高村守 役
- 木曜ドラマ ハゲタカ 第3話（2018年8月2日、テレビ朝日） - 財津幸助 役
- 僕とシッポと神楽坂（2018年） - 本田運転手 役
- イノセンス 冤罪弁護士（2019年） - 十津川勝義 役
- 世にも奇妙な物語 雨の特別編（2019年6月8日、フジテレビ） - 老人 役
- ミス・ジコチョー〜天才・天ノ教授の調査ファイル〜（2019年） - 小倉隆夫 役
- 大富豪同心（2019年） - 和泉屋太吉 役
- 俺の話は長い（2019年） - 岸辺巌 役
- 八つ墓村（2019年） - 久野恒実 役
- オトナの土ドラ→土ドラ（東海テレビ・フジテレビ系）
  - さくらの親子丼 第3シリーズ 三杯目（2020年10月31日） - 社長 役
  - その女、ジルバ 最終話（2021年3月13日） - 賀太郎 役[15]
  - 准教授・高槻彰良の推察 Season1 第3話（2021年8月21日） - 鬼頭正嗣 役[16]
  - 嗤う淑女 第4話（2024年8月17日） - 近藤 役[17]
- 夜ドラ カナカナ 第3回（2022年5月18日、NHK総合） - 次郎じいさん 役
- テレビとはあついものなり〜放送70年TV創世記〜（2023年、NHK総合） - 周吉 役
- ウルトラマンブレーザー 第2話（2023年7月15日、テレビ東京） - 船頭 役[18]
- トクメイ!警視庁特別会計係 第4話（2023年11月6日、フジテレビ系）[19]

### 映画
- 微熱 MY LOVE（1990年12月1日公開、監督：伊藤正治、バンダイ）
- 発狂する唇（2000年2月26日公開、監督：佐々木浩久、オメガ・プロジェクト）
- GUN CRAZY Episode2 裏切りの挽歌 BEYOND THE LAW（2002年5月11日公開、監督：室賀厚、キュームービー / 巴里映画）[20]
- 手紙（2003年10月11日公開、監督：松尾昭典、ビジュアルアート研究所 / ギャガ・ヒューマックス）[21]
- バルトの楽園（2006年6月17日公開、監督：出目昌伸、東映）
- 地下鉄に乗って（2006年10月21日公開、監督：篠原哲雄、ギャガ・コミュニケーションズ / 松竹）
- ゲゲゲの女房（2010年11月20日公開、監督：鈴木卓爾、ファントム・フィルム） - 梅田栄一郎 役
- 日本のいちばん長い日（2015年8月8日公開、監督：原田眞人、アスミック・エース / 松竹） - 下村宏 役[22]
- 関ヶ原（2017年8月26日公開、監督：原田眞人、東宝 / アスミック・エース） - 本多正信 役[23]
- オズランド 笑顔の魔法おしえます。（2018年10月26日公開、監督：波多野貴文、HIGH BROW CINEMA / ファントム・フィルム）[24]
- 検察側の罪人（2018年8月24日公開、監督：原田眞人、東宝）[25]
- シェアの法則（2023年10月14日公開、監督：久万真路、ガチンコ・フィルム） - 鎌田康 役[26]

### ラジオドラマ
- 青春アドベンチャー（NHK-FM）
  - 『かがみ池のからくり』（2022年2月7日 - 18日）[27] - 参拝客 役